# Témoins sourds, témoins silencieux
Pour plus de détails, voir Fiche technique et Distribution.
Témoins sourds, témoins silencieux est un documentaire français réalisé par Brigitte Lemaine et Stéphane Gatti, sorti en 2000.
Ce film est projeté dans des festivals, puis diffusé le 31 octobre 2001 sur la chaîne Histoire, sorti dans des salles obscures à partir du 15 mars 2007 et distribué le 9 avril 2008 en DVD.

## Synopsis
Dès juillet 1933, Adolf Hitler instaure une nouvelle loi sur la stérilisation forcée en matière d'hygiène raciale et d'anéantissement des handicapés. À partir de 1993, les sourds ayant vécu cette période racontent leur stérilisation faite sous la pression de leurs professeurs ou de membres de l'association des sourds nazis.

## Fiche technique
Sauf indication contraire, les informations mentionnées dans cette section peuvent être confirmées par la base de données cinématographiques Unifrance,  présente dans la section « Liens externes ».
- Titre original : Témoins sourds, témoins silencieux
- Réalisation et scénario : Brigitte Lemaine et Stéphane Gatti
- Musique : Les Yeux noirs
- Photographie : Clarisse Gatti, Stéphane Gatti et Brigitte Lemaine
- Son : Stéphane Gatti
- Montage : Stéphane Gatti
- Production : Jacqueline Lemaine
- Sociétés de production : FotoFilmEcrit, coproduit par CNRS Audiovisuel et La Parole errante[4]
- Sociétés de distribution : Les Films du Paradoxe ; Cinésourds et CNRS Images
- Pays de production :  France
- Langues originales : français, langue des signes française et langue des signes allemande
- Format : couleur et noir et blanc - 1,66:1 - Dolby Digital
- Genre : documentaire
- Durée : 55 minutes
- Dates de sortie :
  - France : 15 mars 2007[3] (sortie nationale) ; 9 avril 2008[3] (DVD)

## Distribution
- Kurt Eisenblätter, mime sourd allemand
- Horst Biesold, historien
- Yves Ternon, historien
- Claire Ambroselli, historienne
- ainsi que les victimes sourdes de stérilisation et de déportation

## Accueil

### Sortie nationale
Témoins sourds, témoins silencieux est diffusé le 31 octobre 2001 sur la chaîne Histoire.
Il est également distribué dans de nombreux festivals, tels que Festival international du film d'histoire de Pessac, Festival international des programmes audiovisuels de Biarritz, Festival du documentaire européen de Strasbourg, Festival de films Résistances et Festival de cinéma de Douarnenez, puis dans les salles de cinéma à partir du 15 mars 2007 et en DVD, le 9 avril 2008.

### Accueil critique
Télérama souligne que « le film dévoile un nouveau pan de l’effroyable tableau avec processus d’extermination des sourds dès 1933 » et Le Monde, « les sourds rescapés des camps de la mort ont été complètement oubliés, du fait de leur impossibilité de parler ».

### Internet
- « Témoins sourds, témoins silencieux », sur CNRS Images
- « Témoins sourds, témoins silencieux », sur Yanous